# Општина Лошки Поток
Општина Лошки Поток (словен. Litija) је једна од општина Југоисточне Словеније у држави Словенији. Седиште општине је насеље Хриб-Лошки Поток.

## Природне одлике
Рељеф: Општина Лошки Поток налази се у јужном делу државе, на граници са Хрватском. Општина се пружа између планине Снежник на западу и планине Готенишке Горе на истоку. Доминира карстно тло.
Клима: У општини влада оштрија, планинска варијанта умерено континенталне климе.
Воде: У општини нема већих водотока. Већи број водотока је у виду понорница.

## Становништво
Општина Лошки Поток је веома ретко насељена.

## Насеља општине
| - Глажута - Драга - Лазец - Мали Лог - Нови Кот - Подпланина | - Подпреска - Пунгерт - Ретје - Средња Вас при Драги - Средња Вас-Лошки Поток - Стари Кот | - Трава - Травник - Хриб-Лошки Поток - Чрни Поток при Драги - Шегова Вас |